# Marerug

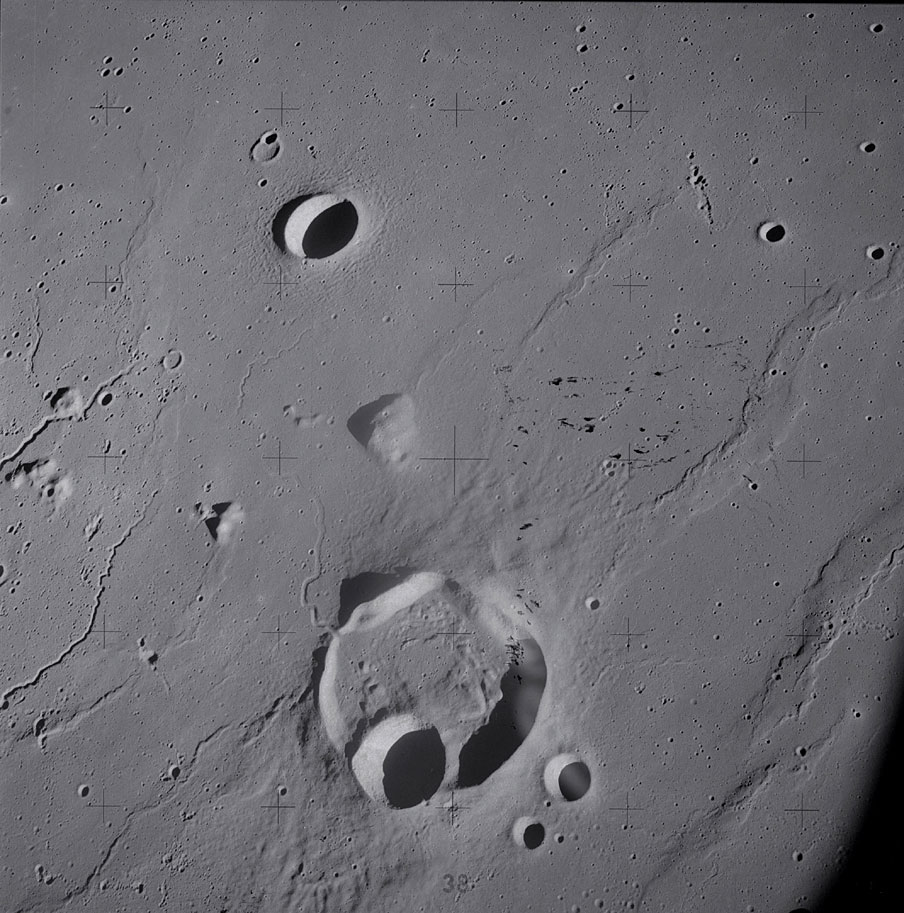
Maankrater Krieger met in de omgeving mareruggen

Mareruggen zijn lage heuvelruggen die zich soms honderden kilometers kunnen uitstrekken over de maria van de Maan. Mareruggen zijn vaak enkele kilometers breed en enkele tientallen meters hoog.
Mareruggen ontstaan als een vorm van contractietektoniek. Ze zouden zijn ontstaan wanneer de lava van de maria eerst afkoelde en vervolgens samentrok. De lava werd dan naar boven omgebogen tot de mareruggen.
Het Latijnse woord dorsum (meervoud dorsa) wordt gebruikt om mareruggen te benoemen. De standaard IAU nomenclatuur gebruikt namen van bekende personen om mareruggen te identificeren. Zo is Dorsa Burnet (ten westen van het Aristarchus plateau in Oceanus Procellarum) genoemd naar de Engelse filosoof en aardwetenschapper Thomas Burnet.

## Scherp begrensde rotsblokkenvelden op mareruggen
Sommige mareruggen, zoals deze in het noordelijk gedeelte van Mare Humorum nabij de zuidelijke rand van krater Gassendi, vertonen scherp begrensde velden bestaande uit rotsblokken met relatief hoog albedo. Deze scherp begrensde velden zijn allen terug te vinden op de hogeresolutiefoto's afkomstig van de Lunar Reconnaissance Orbiter (LRO). Hun verschijningsvorm op het maanoppervlak kan vergeleken worden met de nieves penitentes in het Andes gebergte op Aarde, of met de pinnacles in West Australië.
Hetzelfde soort rotsblokkenvelden komt ook voor op de hellingen van het opvallende groevenstelsel in krater Vitello aan de zuidelijke rand van Mare Humorum.
Kort na de landing van de onbemande Amerikaanse sonde Surveyor 1 in de Flamsteed P ring, in het zuidelijk gedeelte van Oceanus Procellarum, werd een ver verwijderd rotsblokkenveld gefotografeerd dat enig verwantschap vertoont met de scherp begrensde rotsblokkenvelden op de mareruggen. Net als in deze rotsblokkenvelden bestaat het veld in de Flamsteed P ring uit rotsblokken met relatief hoog albedo.

## Cirkelvormige, ellipsvormige, en boogvormige mareruggen

### Lamont
In het westzuidwestelijk gedeelte van Mare Tranquillitatis is de vrij opvallende elliptische formatie Lamont met diameter 75 kilometer te vinden, bestaande uit een stelsel concentrisch gevormde mareruggen. De benaming Lamont is afkomstig van de selenografen Johann Nepomuk Krieger (1865-1902) en Rudolf König (1865-1927), en is vernoemd naar de Schots-Duitse astronoom Johann von Lamont (1805-1879). Lamont is het eerste stelsel mareruggen dat vernoemd werd naar een persoon, zonder bijkomende verwijzing naar het type oppervlakteformatie (dorsa: mareruggen). De beste omstandigheden om de formatie Lamont m.b.v. een telescoop waar te nemen zijn kort na de lokale zonsopkomst op het maanoppervlak (ochtendterminator) en kort voor de lokale zonsondergang (avondterminator). Het centrum van de formatie Lamont bevindt zich op 130 kilometer ten noorden van de landingsplaats van Apollo 11.

### Lambert R
In het centrale gedeelte van Mare Imbrium, net ten zuiden van de geprononceerde inslagkrater Lambert en ten noorden van het komvormige kratertje Pytheas N, bevindt zich een cirkelvormige of ringvormige formatie bestaande uit mareruggen en lage langwerpige heuvels. Deze formatie kreeg van de Internationale Astronomische Unie (IAU) de aanduiding Lambert R.

### Damoiseau G ellips
Ten zuidzuidwesten van de komvormige krater Damoiseau G in Oceanus Procellarum bevindt zich een ellipsvormige formatie opgebouwd uit mareruggen waarvan het zuidoostelijk gedeelte, nabij de komvormige krater Damoiseau Ga, een aantal lage heuvels bevat. De diameter van deze ellipsvormige formatie meet ongeveer 100 kilometer. In het centrum van deze ellips is een kleine naamloze heuvel te vinden met diameter 2 kilometer. Mits gunstige verlichting (lokale zonsopkomst, ochtendterminator) kan dit heuveltje, alsook het ellipsvormig stelsel mareruggen, waargenomen worden met behulp van amateurtelescopen.

### Reiner R
Ten zuidzuidwesten van de geprononceerde krater Reiner in Oceanus Procellarum, of ongeveer halfweg tussen de kraters Hermann en Reiner, bevindt zich de spookkrater Reiner R bestaand uit een cirkelvormig stelsel mareruggen met twee langwerpige heuvels die mits enige verbeelding doet denken aan de vorm van een koptelefoon. De twee vrij gemakkelijk waarneembare heuvels dienen als hulpmiddel om geheel Reiner R op te sporen met een telescoop. De diameter van Reiner R bedraagt ongeveer 40 kilometer.

### Posidonius γ ring (Posidonius gamma ring)
Ten zuidwesten van de walvlakte Posidonius, in het oostelijk gedeelte van Mare Serenitatis, bevindt zich een ringvormige formatie bestaande uit de noordelijkste uitlopers van het geprononceerde stelsel mareruggen Dorsa Smirnov, waarop tevens het inslagkratertje Posidonius γ (Posidonius gamma) met hoog albedo te vinden is. De diameter van de ringvormige formatie is te vergelijken met deze van de walvlakte Posidonius. Deze ring is afgebeeld op kaart B3 van System of Lunar Craters (SLC).

### Jansen R
Ten noorden van de ondiepe en relatief vlakke krater Jansen in Mare Tranquillitatis bevindt zich de formatie Jansen R, opgebouwd uit een ellipsvormige marerug met het voorkomen van een uiterst vlakke spookkrater. De diameter van Jansen R bedraagt 25 kilometer. Net ten oostzuidoosten van Jansen R is een naamloze spookkrater met diameter 8 kilometer te vinden.

### Dorsa Barlow ring
Ten zuidwesten van het Gardner Megadome Complex en ten noordoosten van het systeem van mareruggen Dorsa Barlow in het noordoostelijk gedeelte van Mare Tranquillitatis, bevindt zich een spookkrater opgebouwd uit een cirkelvormige marerug. De diameter van deze ring bedraagt 18 kilometer, de locatie is 15° Noord / 32° Oost.

### Halve ellips ten noordwesten van Harding
Ten noordwesten van de geprononceerde inslagkrater Harding en net ten zuiden van de sterk verweerde walvlakte Repsold C in het noordelijke gedeelte van Oceanus Procellarum bevindt zich een verzameling naamloze mareruggen, met op één der knooppunten ervan een ellipsvormig systeem met onderbreking in de noordelijke helft. De diameter van deze halve ellips meet 45 kilometer.

### Boogvormige marerug inAncient Newton
Net ten zuiden van de walvlakte Plato in het noordelijkste gedeelte van Mare Imbrium is de formatie Ancient Newton te vinden, bestaande uit een vlak cirkelvormig gebied begrensd door een boogvormige marerug (de oostelijke, zuidoostelijke, en zuidelijke gedeelten van de cirkelvormige begrenzing), de heuvelberg Pico (het zuidzuidwestelijk gedeelte), het komvormige kratertje Pico G (het zuidwestelijk gedeelte), een heuvelberg behorend tot Montes Teneriffe (het westelijk gedeelte), en een boogvormig hooglandsegment net ten zuiden van de walvlakte Plato (de noordelijke en noordoostelijke gedeelten). Ancient Newton dankt zijn naam aan de Duitse selenograaf Johann Hieronymus Schröter die deze formatie de benaming Newton gaf. Latere selenografen verplaatsten de naam Newton naar een krater omstreeks de zuidpool van de maan. Ervaren maanwaarnemers zoals Patrick Moore bleven de cirkelvormige formatie ten zuiden van Plato Ancient Newton noemen. De diameter van Ancient Newton is dezelfde als die van de walvlakte Plato.

### De westelijke mareruggen vanAncient Thebit
De treinspoor-achtige Rupes Recta (W.R.Birt's Railway) in het zuidoostelijk gedeelte van Mare Nubium is omringd door de restanten van een sterk verweerd inslagbekken waarvan de oostelijke rand het best herkenbaar is. In deze oostelijke rand bevindt zich de prominente inslagkrater Thebit. De westelijke rand van dit inslagbekken is mits enige verbeelding terug te vinden in een enigszins boogvormig stelsel mareruggen, hetgeen het geheel een min of meer cirkelvormige indruk geeft. De Amerikaanse vulkaandeskundige en selenoloog Charles A. Wood gaf dit inslagbekken de benaming Ancient Thebit. De aanduiding van dit inslagbekken is te vinden op kaart D6 van System of Lunar Craters (SLC).

### Cirkelvormige formatie rond Cavalerius F
De komvormige krater Cavalerius F aan de westelijke begrenzing van Oceanus Procellarum is omhuld door de restanten van een cirkelvormige formatie met diameter 80 kilometer. Op het zuidelijk gedeelte van deze cirkelvormige formatie bevindt zich Planitia Descensus, aldus genoemd omdat daar de Russische onbemande lander Loena 9 is terecht gekomen. Het oostelijk gedeelte van de cirkelvormige formatie bestaat uit een naamloze boogvormige marerug. De westelijke, zuidwestelijke, en zuidelijke gedeelten bestaan uit heuvels en lage bergen. Het noordnoordoostelijk gedeelte ontbreekt echter.

### Dorsum Termier ring
In het zuidelijkste gedeelte van Mare Crisium bevindt zich Dorsum Termier met tegen de zuidelijke rand van het basin een perfect cirkelvormig systeem van mareruggen. De diameter van dit systeem bedraagt 15 kilometer. Dit systeem mag echter niet verward worden met de halfcirkelvormige kraterrestant ten noordoosten van de nabijgelegen krater Shapley.

### Ring ten oostzuidoosten van Krafft U
Op een 40 tal kilometer ten oostzuidoosten van het komvormige kratertje Krafft U in Oceanus Procellarum bevindt zich aan de zuidelijke uitloper van een naamloze marerug ten zuidoosten van de geprononceerde inslagkrater Seleucus een ring met diameter 5 kilometer. Deze ring vormt een vlak cirkelvormig plateau in de marerug. Daar de diameter van dit cirkelvormig plateau slechts 5 kilometer bedraagt, en het zonlicht vrij vlak over betreffend gebied moet schijnen om de talrijke oneffenheden zichtbaar te maken, is deze formatie uiterst moeilijk op te sporen met behulp van telescopen. De beste manier om deze formatie te bestuderen is het aanwenden van de online ACT-REACT QuickMap, samengesteld uit hogeresolutiefoto's afkomstig van de Lunar Reconnaissance Orbiter.

### Ruitvormige marerug met afgeronde hoeken ten westen van Lippershey
Net ten westen van de komvormige krater Lippershey in het zuidelijk gedeelte van Mare Nubium is een ruitvormige marerug met afgeronde hoeken te vinden. De diameter van de ruitvorm bedraagt ongeveer 20 kilometer. De krater Lippershey zelf bevindt zich binnen de oostelijke hoek van de ruit. Net ten oostnoordoosten van Lippershey en de ruit ligt een cirkelvormig plateau met diameter 5 kilometer. Dit cirkelvormig plateau neemt deel uit van een naamloze onopvallende marerug.

### Kepler D ring
Ten westen van de geprononceerde inslagkrater Kepler in Oceanus Procellarum zijn de restanten te vinden van een sterk verweerde ringvormige walvlakte waarvan slechts een aantal heuvelbergen en een boogvormige marerug bewaard zijn gebleven. De westzuidwestelijke begrenzing van deze walvlakte is geheel verdwenen maar de onvolledige krater Kepler D bepaalt op een plaatsvervangende manier de positie ervan. De boogvormige marerug is te vinden in het oostnoordoostelijke gedeelte van de ring. Deze onvolledige ringvormige formatie staat aangeduid op kaart E4 van SLC (System of Lunar Craters), maar heeft nooit een eigen naam of letter gekregen. De diameter ervan is ongeveer het dubbele van krater Kepler.

## Uiterst dunne mareruggen

### Ten noorden van Herigonius
Ten noorden van de inslagkrater Herigonius in het zuidoostelijk gedeelte van Oceanus Procellarum bevinden zich de boogvormige kraterrestant Herigonius ν (Herigonius nu) en een uiterst dunne naamloze marerug met een breedte van iets meer dan 200 meter. De lengte van deze marerug bedraagt ongeveer 10 kilometer, en is in zijn geheel noord-zuid georiënteerd, hetgeen betekent dat deze marerug ideaal geplaatst is om voldoende schaduwvorming te vertonen gedurende de lokale zonsopkomst of zonsondergang. De positie van deze uiterst dunne marerug is een twintigtal kilometer ten westen van de boogvormige kraterrestant Herigonius ν. Net als bij vele andere mareruggen is ook deze dunne marerug bezaaid met rotsblokkenvelden. Bijna alle rotsblokkenvelden bevinden zich op de westelijke flank van deze marerug.

### Ten oosten van Montes Harbinger delta
In Dorsa Argand, ten oosten van Montes Harbinger δ (Montes Harbinger delta: het noordelijke lid van de Harbinger mountains in Oceanus Procellarum) is een uiterst dunne marerug te vinden die qua breedte en lengte vrijwel dezelfde karakteristieken vertoont als de dunne marerug ten noorden van Herigonius. Het middendeel van deze marerug ligt op: Latitude 28.1 / Longitude -39.8, en kan gemakkelijk worden opgespoord in de ACT-REACT QuickMap, samengesteld aan de hand van  hogeresolutiefotos afkomstig van de Lunar Reconnaissance Orbiter (WAC Mosaic + NACs).

### Ten oosten van Aryabhata (Maskelyne E)
Net ten oosten van de kraterrestant Aryabhata (Maskelyne E) en ten noorden van de heuvel Maskelyne ι (Maskelyne iota) in Mare Tranquillitatis is een uiterst dunne marerug te vinden met een lengte van 5 kilometer. Net als de dunne marerug ten noorden van Herigonius is ook deze in Mare Tranquillitatis noord-zuid georiënteerd.

## LTOgerelateerde nomenclatuur
Lijst van mareruggen op de maan die een LTO gerelateerde naam hebben gekregen. Deze namen werden pas na het beëindigen van het Apolloprogramma gegeven, voornamelijk om subtiele details op de Lunar Topographic Orthophotomaps (LTO) gemakkelijker te kunnen herkennen. De Lunar Topographic Orthophotomaps werden gemaakt aan de hand van hogeresolutiefoto's genomen gedurende de wetenschappelijke missies van Apollo 15, Apollo 16, en Apollo 17.

### Dorsa
- Dorsa Aldrovandi (in het zuidoostelijk gedeelte van Mare Serenitatis)

Vernoemd naar de Italiaanse natuurvorser Ulisse Aldrovandi (1522-1605)
- Dorsa Andrusov (in het oostelijk gedeelte van Mare Fecunditatis)

Vernoemd naar de Russische geoloog, stratigraaf, en paleontoloog Nicolai Ivanovich Andrusov (1861-1924)
- Dorsa Argand (ten noordnoordoosten van Montes Harbinger)

Vernoemd naar de Zwitserse geoloog Émile Argand (1879-1940)
- Dorsa Barlow (ten zuiden van krater Vitruvius, in het noordoostelijk gedeelte van Mare Tranquillitatis)

Vernoemd naar de Engelse amateur geoloog William Barlow (1845-1934)
- Dorsa Burnet (ten westen van het Aristarchus plateau in Oceanus Procellarum)

Vernoemd naar de Engelse filosoof en aardwetenschapper Thomas Burnet
- Dorsa Cato (in het noordwestelijk gedeelte van Mare Fecunditatis)

Vernoemd naar Marcus Porcius Cato Censorius maior
- Dorsa Dana (in Mare Smythii)

Vernoemd naar de Amerikaanse geoloog James Dwight Dana
- Dorsa Ewing (ten noordwesten van krater Herigonius, in het zuidelijk gedeelte van Oceanus Procellarum)

Vernoemd naar de Amerikaanse geofysicus Maurice Ewing
- Dorsa Geikie (in het centrale gedeelte van Mare Fecunditatis, ten noorden van Dorsa Mawson)

Vernoemd naar de Schotse geoloog Archibald Geikie
- Dorsa Harker (in het oostelijk gedeelte van Mare Crisium)

Vernoemd naar de Engelse petroloog Alfred Harker
- Dorsa Lister (in het zuidelijk gedeelte van Mare Serenitatis)

Vernoemd naar de Engelse natuurvorser Martin Lister
- Dorsa Mawson (in het centrale gedeelte van Mare Fecunditatis, ten zuiden van Dorsa Geikie)

Vernoemd naar de Australische geoloog Douglas Mawson
- Dorsa Ramsay (ten zuidzuidoosten van Montes Harbinger)

Deze benaming werd door de Internationale Astronomische Unie als niet-officieel aanzien. Dorsa Ramsay is mogelijks vernoemd naar de Schotse scheikundige William Ramsay (verificatie vereist).
- Dorsa Rubey (ten noorden van de baaivormige kraterrestant Letronne, in het zuidelijk gedeelte van Oceanus Procellarum)

Vernoemd naar de Amerikaanse geoloog William Walden Rubey (1898-1974)
- Dorsa Smirnov (in het oostelijk gedeelte van Mare Serenitatis)

Vernoemd naar de Russische geoloog Sergey Sergeyevich Smirnov (1895-1947)
- Dorsa Sorby (in het zuidwestelijk gedeelte van Mare Serenitatis)

Vernoemd naar de Engelse geoloog Henry Clifton Sorby (1826-1908)
- Dorsa Stille (ten oostnoordoosten van krater Lambert, in het centrale gedeelte van Mare Imbrium)

Vernoemd naar de Duitse geoloog Hans Stille
- Dorsa Tetyaev (in het noordoostelijk gedeelte van Mare Crisium)

Vernoemd naar de Russische geoloog Mikhail Tetyaev (1882-1956)
- Dorsa Whiston (ten noorden van het Aristarchus plateau in Oceanus Procellarum)[12]

Vernoemd naar de Engelse wiskundige William Whiston (1667-1752)

### Dorsum
- Dorsum Arduino (in het westelijk gedeelte van Mare Imbrium)

Vernoemd naar de Italiaanse (Venetiaanse) geoloog en mijnbouwkundige Giovanni Arduino
- Dorsum Azara (in het centrale gedeelte van Mare Serenitatis)

Vernoemd naar de Spaanse natuurwetenschapper Félix de Azara (1742-1821)
- Dorsum Bucher (ten zuiden van krater Gruithuisen, tussen Mare Imbrium en Oceanus Procellarum)

Vernoemd naar de Duits-Amerikaanse geoloog en paleontoloog Walter Hermann Bucher (1888-1965)
- Dorsum Buckland (in het zuidwestelijk gedeelte van Mare Serenitatis)[13]

Vernoemd naar de Engelse geoloog en paleontoloog William Buckland
- Dorsum Cayeux (in het noordelijk gedeelte van Mare Fecunditatis)

Vernoemd naar de Franse petrograaf Lucien Cayeux (1864-1944)
- Dorsum Cloos (in Mare Smythii)[14]

Vernoemd naar de Duitse geoloog Hans Cloos (1885-1951)
- Dorsum Cushman (in het noordelijk gedeelte van Mare Fecunditatis)

Vernoemd naar de Amerikaanse geoloog en paleontoloog Joseph Augustine Cushman (1881-1949)
- Dorsum Gast (in het westelijk gedeelte van Mare Serenitatis)[15]

Vernoemd naar de Amerikaanse geoloog Paul Werner Gast (1930-1973)
- Dorsum Grabau (ten zuiden van krater Landsteiner, in het centrale gedeelte van Mare Imbrium)

Vernoemd naar de Duits-Amerikaanse geoloog en paleontoloog Amadeus William Grabau
- Dorsum Guettard (ten westzuidwesten van krater Bonpland, in het noordoostelijk gedeelte van Mare Cognitum) (het zuidelijkste gedeelte van Dorsum Guettard gaat over in de komvormige krater Bonpland D met opmerkelijke dubbele westrand)[16]

Vernoemd naar de Franse natuuronderzoeker en mineraloog Jean-Étienne Guettard
- Dorsum Heim (ten zuidoosten van krater Caroline Herschel, in het westelijk gedeelte van Mare Imbrium)

Vernoemd naar de Zwitserse geoloog Albert Heim
- Dorsum Higazy (ten westen van krater Timocharis, in het centrale gedeelte van Mare Imbrium)

Vernoemd naar de Egyptische aardwetenschapper Riad Higazy (1919-1967)
- Dorsum Lambert (ten zuidoosten van krater Lambert, in Mare Imbrium)

Deze benaming werd door de Internationale Astronomische Unie als niet-officieel aanzien. Dit is de enige heuvelrug op de maan die vernoemd is naar een nabijgelegen krater (in dit geval krater Lambert)
- Dorsum Nicol (in het zuidelijk gedeelte van Mare Serenitatis) (Dorsum Nicol is te zien op de coverfoto van het album Apollo, Atmospheres and Soundtracks van Brian Eno, Daniel Lanois, en Roger Eno (1982), alsook in NASA SP-362: Apollo Over The Moon, a view from orbit, Chapter 4: The Maria (Part 1), Figure 59: Dorsum Nicol.[17]

Vernoemd naar de Schotse geoloog William Nicol (1770-1851), uitvinder van het Nicol prisma
- Dorsum Niggli (tussen Montes Agricola en het Aristarchus Plateau, in Oceanus Procellarum)

Vernoemd naar de Zwitserse kristallograaf Paul Niggli (1888-1953)
- Dorsum Oppel (in het noordwestelijk gedeelte van Mare Crisium)

Vernoemd naar de Duitse paleontoloog en stratigraaf Albert Oppel
- Dorsum Owen (net ten noorden van de onregelmatig gevormde depressie Aratus CA, in het westelijk gedeelte van Mare Serenitatis)

Vernoemd naar de Welshe natuuronderzoeker George Owen of Henllys (1552-1613)
- Dorsum Scilla (ten noorden van het Aristarchus plateau in Oceanus Procellarum)

Vernoemd naar de Italiaanse geoloog Agostino Scilla (1629-1700)
- Dorsum Termier (in het zuidoostelijk gedeelte van Mare Crisium)

Vernoemd naar de Franse geoloog Pierre-Marie Termier (1859-1930)
- Dorsum Thera (ten noordwesten van krater Euler, in het zuidwestelijk gedeelte van Mare Imbrium)

De enige marerug die niet vernoemd is naar een individueel persoon (Thera is een Griekse vrouwennaam)
- Dorsum Von Cotta (in het zuidwestelijk gedeelte van Mare Serenitatis)

Vernoemd naar de Duitse geoloog en mijnbouwkundige Bernhard von Cotta
- Dorsum Zirkel (ten noordwesten van krater Lambert, in het centrale gedeelte van Mare Imbrium)

Vernoemd naar de Duitse geoloog en petrograaf Ferdinand Zirkel

## Nomenclatuur gerelateerd aan de equatoriale missies vanApollo 10enApollo 11
- Apollo Ridge (ten oostzuidoosten van krater Lubbock S (Smokey Basin) in het noordwestelijk gedeelte van Mare Fecunditatis)
- Faye Ridge (ten oostzuidoosten van de landingsplaats van Apollo 11 in het zuidwestelijk gedeelte van Mare Tranquillitatis)
- Gemini Ridge (nabij Dorsa Cato in het noordwestelijk gedeelte van Mare Fecunditatis)
- Last Ridge (net ten oosten van de landingsplaats van Apollo 11 in het zuidwestelijk gedeelte van Mare Tranquillitatis)
- Snake Ridge (ten westnoordwesten van krater Maskelyne in Mare Tranquillitatis)

## Nomenclatuur daterend van voor het ruimtevaarttijdperk
- Barker's Quadrangle / The Trapezium (in het zuidoostelijk gedeelte van Mare Crisium).
- Jekaterinburg Damm (Johann Nepomuk Krieger's naam voor de marerug tussen Euclides D en het centrale gedeelte van Montes Riphaeus, in het westelijk gedeelte van Mare Cognitum).
- Richard's Ridge (William Radcliffe Birt's naam voor een marerug nabij krater Fracastorius in het zuidelijk gedeelte van Mare Nectaris).[18]
- Serpentine Ridge (in Mare Serenitatis, zie Dorsa Smirnov).